# Inopeplus uenoi
Inopeplus uenoi is een keversoort uit de familie platsnuitkevers (Salpingidae). De wetenschappelijke naam van de soort werd in 1984 gepubliceerd door Sasaji.